# Somonino
Somonino (Duits: Semlin) is een dorp in het Poolse woiwodschap Pommeren, in het district Kartuski. De plaats maakt deel uit van de gemeente Somonino en telt 2206 inwoners.

## Verkeer en vervoer
- Station Somonino